# Wladimir Nikolajewitsch Andronnikow
Wladimir Nikolajewitsch Andronnikow (russisch Владимир Николаевич Андронников; * 23. Junijul. / 5. Juli 1885greg. in Witschuga; † 5. Januar 1942)  war ein russischer Revolutionär, sowjetischer Politiker und Staatsmann.

## Leben
Andronnikow schloss sich 1905 der SDAPR an. 1908 wurde er Sekretär des Parteikomitees von Iwanowo-Wosnessensk, ab 1914 des Parteikomitees von Kiew. Wegen seiner revolutionären Tätigkeit war er vielfältigen Repressionen ausgesetzt und wurde wiederholt verhaftet und verbannt. 1907 saß er zusammen mit Frunse im Wladimirer Zentralgefängnis, wo er ihm half, unter den Häftlingen zu agitieren. 1912 wurde er ins Gouvernement Wologda verbannt. 1916 wurde er in Samara zusammen mit Kuibyschew und Bubnow verhaftet und nach Sibirien verbannt. 
Nach der Februarrevolution 1917 kehrte Andronnikow aus der Verbannung zurück und gehörte zu den Organisatoren des Kampfes für die Errichtung der Sowjetmacht im Ural. Er wurde Mitglied des SDAPR(B)-Oblastkomitees Ural sowie Mitglied des Komitees der Arbeiter- und Bauernräte in der Oblast Ural. Im Juni 1917 wurde er zum Vorsitzenden des Jekaterinburger Kreissowjet gewählt. Im November 1917 wurde Andronnikow für den Wahlkreis Perm in die Allrussische konstituierende Versammlung gewählt. Während seines Aufenthalts in Petrograd traf er mehrfach mit Lenin zusammen.
Im Januar 1918 wurde er zum Vorsitzenden des Rates der Volkskommissare des Ural gewählt. Unter seiner Leitung wurde die Industrie der Uralregion verstaatlicht. Von März 1918 bis Februar 1919 war er Produktionskommissar des Ural. Ab 1919 leitete er den Wirtschaftsrates des Gouvernements Wjatka. 1920 ging Andronnikow in die Ukraine und leitete den Wiederaufbau der metallurgischen Industrie. Ab 1924 war er für Glawmetall (Главметалл), der obersten Verwaltung der metallverarbeitenden Industrie, tätig. 1925 kehrte Andronnikow zurück in den Ural, wo er für Uralplan (Уралплан), der Ural-Planungsbehörde, arbeitete. Ab 1926 war er Vorsitzender des Regionalen Wirtschaftsrates und seit 1929 stellvertretender Vorsitzender des Exekutivkomitees der Oblast Ural (Uraloblispolkom, Уралоблисполком).
Seit Frühjahr 1931 vertrat Andronnikow den Uralsowjet beim Allrussischen Zentralen Exekutivkomitee in Moskau.
Im Jahr 1933 wurde er Vorsitzender der Staatlichen Plankommission der Kasachischen SSR und zum stellvertretender Vorsitzender des Rates der Volkskommissare der Kasachischen SSR ernannt. 
Im Mai 1938 wurde Andronnikow verhaftet und im Rahmen der Stalinschen Schauprozesse zu acht Jahren Arbeitslager verurteilt.
Andronnikow war Delegierter des XI. (1922), des XII. (1923), XV. (1927) und des XVII. (1934) Parteitages der Kommunistischen Partei Russlands bzw. der Sowjetunion.

## Ehrungen
Nach Andronnikow sind Straßen in Almaty und Witschuga benannt.  